# Ела, изпей! 2
„Ела, изпей! 2“ (на английски: Sing 2) е американска компютърна анимация от 2021 г., продуцирана от „Илюминейшън Ентъртеймънт“ и разпространявана от „Юнивърсъл Пикчърс“. Продължение е на филма „Ела, изпей!“ от 2016 г. Филмът е по сценарий и режисура на Гарет Дженингс. Озвучава се от Матю Макконъхи, Рийз Уидърспун, Скарлет Йохансон, Ник Крол, Тарън Еджъртън, Тори Кели, Ник Офърман и Дженингс, които повтарят ролите си в първия филм. Продължението включва и нови герои, озвучени от Боби Канавале, Холзи, Фарел Уилямс, Летиша Райт, Ерик Андре, Челси Перети и Боно.
Както и в предишния филм, „Ела, изпей! 2“ включва песни от много изпълнители, повечето от които се изпълняват диегетично. Историята се развива след събитията от предишния филм, където Бъстър Муун и неговата трупа да поставят представление в Редшоър Сити, докато работят, за да впечатлят развлекателен магнат и да привлекат изява на рок звезда.
Премиерата на филма е на Ей Еф Ай Фест на 14 ноември 2021 г. и е пуснат по кината в Съединените щати на 22 декември 2021 г. от Юнивърсъл Пикчърс. Получава противоречиви рецензии от критиката. Филмът спечели повече 310 млн. долара в световен мащаб срещу производствен бюджет от 85 млн. долара, в който става най-високобюджетният анимационен филм от 2021 г.

## Актьорски състав
| Актьор | Роля              |
| --- | ----------------- |
| Матю Макконъхи | Бъстър Муун       |
| Рийз Уидърспун | Росита            |
| Скарлет Йохансон | Аш                |
| Тарън Еджъртън | Джони             |
| Боби Канавале | Джими Кристал     |
| Тори Кели | Мийна             |
| Ник Крол | Гънтър            |
| Фарел Уилямс | Алфонсо           |
| Холси | Порша Кристал     |
| Челси Перети | Суки Лейн         |
| Летиша Райт | Нуши              |
| Ерик Андре | Дариъс            |
| Адам Бъкстън | Клаус Кикънклобър |
| Гарет Дженингс | Мис Кроули        |
| Питър Серафинович | Големия татко     |
| Дженифър Сондърс | Нана Нудълман     |
| Ник Оферман | Норман            |
| Боно | Клей Калоуей      |
| Джулия Дейвис | Линда Ле Бон      |
| Спайк Джонз | Джери             |
| Ашър Блинкоф Джулиана Гамиз Аса Дженингс Каспър Дженингс Реми Еджерли Лео Дженингс Оскар Дженингс Ейдън Сория Джак Стантън | Децата на Норман  |

## Продукция
На 25 януари 2017 г. Юнивърсъл Пикчърс и Илюминейшън Ентъртеймънт обявиха продължение за анимационния филм „Ела, изпей!“ през 2016 г., който е в разработка. Сценаристът и режисьорът Гарет Дженингс и продуцентите Крис Мелендари и Джанет Хийли се завърнаха заедно с озвучаващите звезди Матю Макконъхи, Рийз Уидърспун, Скарлет Йохансон, Тарън Еджъртън, Ник Крол и Тори Кели.
През декември 2020 г., Боби Канавале, Летиша Райт, Ерик Андре, Челси Перети, дългогодишния сътрудник на Илюминейшън – Фарел Уилямс, Боно и Холси са добавени в озвучаващия състав. Работата на филма е изместена по време на пандемията от COVID-19, и е завършена дистанционно след временното затваряне на Illumination Mac Guff.

## Музика
През декември 2020 г. Джоби Талбът се завръща да композира музиката на филма. Ю Ту изпълниха оригиналната песен на филма „Your Song Save My Life“. Песента е издадена от 3 ноември 2021 г. Допълнителната музика включва песни от Киана Браун, Би Ти Ес, Били Айлиш, Елтън Джон и друг. Саундтракът на филма издаден на 17 декември 2021 г.

## Пускане
Световната премиера на филма е открита във Ей Еф Ай Фест Селебрейшън на 14 ноември 2021 г., и е театрално пуснат в Съединените щати на 22 декември 2021 г. в RealD 3D, по време на пандемията от COVID-19, след като предишно е насрочен да е пуснат на 25 декември 2020 г. или на 2 юли 2021 г. Проверките за ранен достъп се проведоха в САЩ на 27 ноември 2021 г. Премиерата на филма се състои в Средния изток на 9 декември 2021 г., и е театрално пуснат във Великобритания на 28 януари 2022 г. На 7 януари 2022 г. е пуснат на видео по поръчка.

## В България
В България филмът е пуснат по кината на 10 декември 2021 г. от „Форум Филм България“.

### Синхронен дублаж
| Роля              | Изпълнител                                 |
| ----------------- | ------------------------------------------ |
| Норман            | Васил Бовянски                             |
| Мис Кроли         | Василка Сугарева                           |
| Нана Нудълман     | Елена Бойчева                              |
| Мина              | Елизабет Нешева                            |
| Джони             | Живко Станев                               |
| Росита            | Ивет Лазарова – Торосян                    |
| Аш                | Мария Бояджиева                            |
| Гюнтер            | Николай Върбанов                           |
| Бъстър Муун       | Христо Бонин                               |
| Джими Кристъл     | Атанас Сребрев                             |
| Биг Деди          | Георги Иванов                              |
| Дариъс            | Димитър Ангелов                            |
| Порша Кристъл     | Ива Стоянова                               |
| Нуши              | Карина Андонова                            |
| Клаус Кикънклобър | Николай Пърлев                             |
| Клей Калоуей      | Станислав Пищалов                          |
| Суки Лейн         | Августина-Калина Петкова                   |
| Рик               | Анатолий Божинов                           |
| Сами              | Златина Тасева                             |
| Саша              | Златина Тасева                             |
| Дългопет          | Иван Николов                               |
| Джери             | Константин Икономов                        |
| Хипопотам         | Константин Лунгов                          |
| Леопард-бодигард  | Константин Лунгов                          |
| Линда Лебон       | Надя Полякова                              |
| Алфонсо           | Росен Русев                                |
| Орангутан         | Росен Русев                                |
| Бари              | Петър Върбанов                             |
| Вълк-бодигард     | Петър Върбанов                             |
| Жираф-шофьор      | Петър Калчев                               |
| Масовки           | Елина Илиева Неда Сергиева Мартин Методиев |

| Обработка              | студио „Александра Аудио“   |
| ---------------------- | --------------------------- |
| Превод                 | Милена Кекеманова           |
| Режисьор на дублажа    | Петър Върбанов              |
| Тонрежисьори на записа | Мартин Станев Пламен Чернев |
| Миксинг студио         | PIP Studio                  |